# Eilean-a-beithich
Eilean-a-beithich ou Eilean nam Beitheach (« l'île des bouleaux ») était autrefois l'une des îles Slate, dans les Hébrides intérieures, en Écosse. Creusée de l'intérieur pour ses gisements d'ardoise (« slate » en anglais), l'île finit par être envahie par la mer en 1881, et disparait.

## Histoire
En 1549, Dean Monro écrit : « Près de Shuna se trouve une petite île, appelée Eilean Sklaitt en gaélique où il y a une abondance d'ardoise à gagner »,.
Eilean-a-beithich est située dans le détroit d'Easdale, entre Easdale et Seil. Progressivement, l'intérieur de l'île est excavé sur une surface d'environ un hectare pour en extraire l'ardoise. La carrière atteint une profondeur de 76 mètres en dessous du niveau de la mer, entourée par la seule frange périphérique. Parallèlement, le déversement des déchets de la carrière comble le canal qui séparait l'île de Seil, et le village minier d'Ellenabeich s'y est développé. L'exploitation est extrêmement productive, fournissant une ardoise de haute qualité, et était peut-être le site le plus riche des îles Slate. On estime que sept à neuf millions d'ardoises ont été extraites chaque année sur une période prolongée.

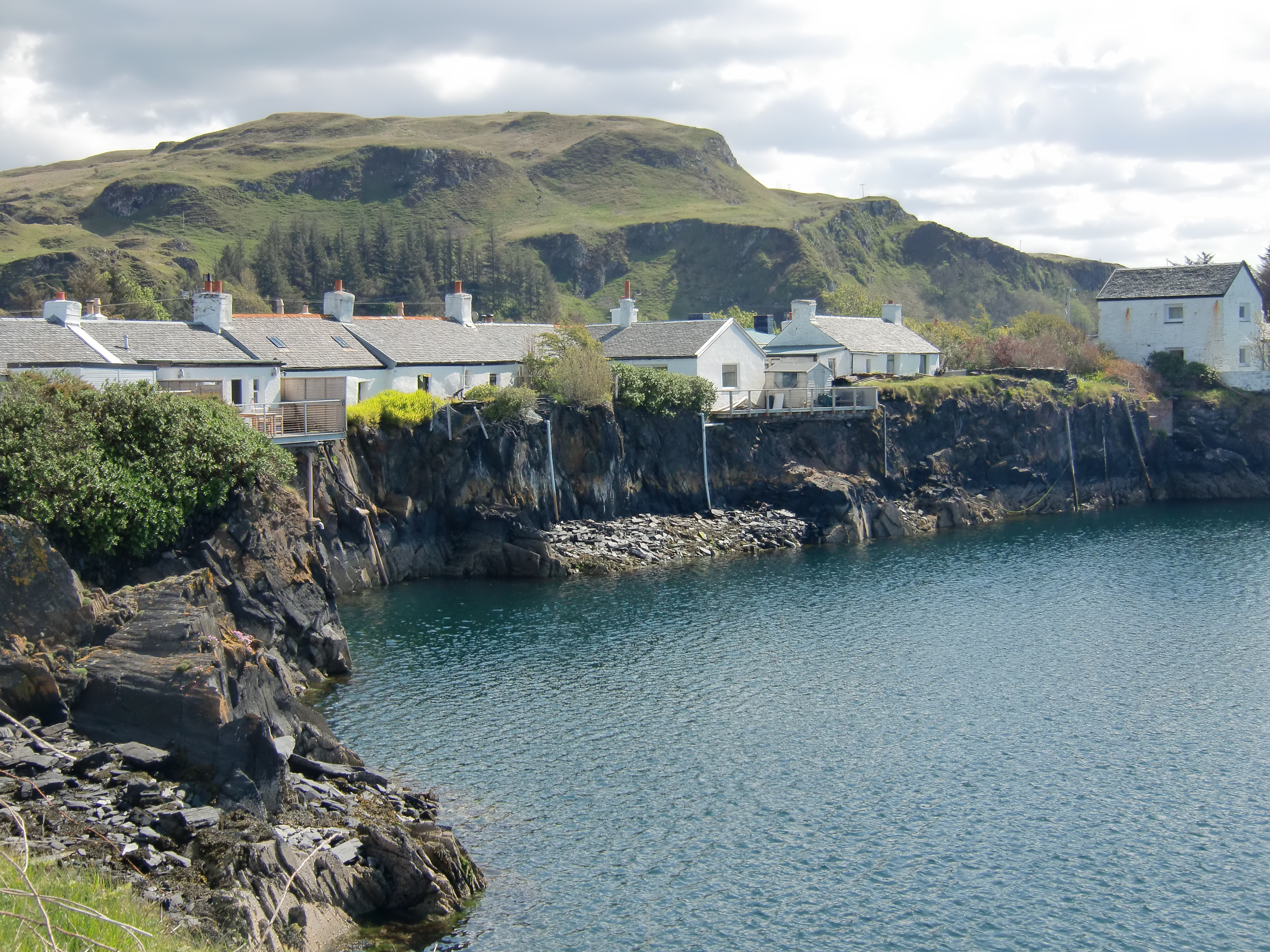
Cottages du village d'Ellenabeich perchés sur le bord intérieur de la carrière inondée.

La carrière connait une fin soudaine et catastrophique, tôt le matin du 22 novembre 1881, après un coup de vent très violent du sud-ouest suivi d'une marée exceptionnellement haute : un grand contrefort rocheux qui soutenait une digue cède sous la pression de l'eau, qui noie la caldéra artificielle,.
Après l'inondation des chantiers, deux cent quarante employés perdent leur emploi. Le bord extérieur de l'île forme désormais un port à la lisière du village et constitue le seul vestige visible de l'île,.